# Lago Missawawi
El lago Missawawi es un cuerpo de agua en la provincia de Alberta, en la parte central de Canadá. Se encuentra a 2,800 km al oeste de Ottawa, la capital del país. El lago Missawawi se encuentra 562 metros (1843,8 pies) sobre el nivel del mar. Cubre una superficie de 28,6 kilómetros cuadrados (11,0 mi²). El área alrededor del lago Missawawi está casi cubierta de campos. Corre aproximadamente 7,2 kilómetros (4,5 mi) de norte a sur y 7,6 kilómetros (4,7 mi) de este a oeste.

## Epónimo
Missawawi es una palabra en el idioma cree que significa "huevo grande". Previamente recibía el nombre de Lago Bouvier en honor al primer administrador de correos de la localidad. El nombre fue cambiado a la palabra cree en 1970.

## Ubicación
Las siguientes características naturales se pueden encontrar en el lago Missawawi:
- Lago Kinosiu
- lago Lac la Biche
- Lago Tawakwato
- Lago Tremblay

## Hidrografía
El Missawawi se compone de un cuerpo de agua formado por cabalgamiento glaciar altamente fragmentado, al igual que el vecino lago Kinosiu. Se manifiesta como un bloque parcialmente aerodinámico con pequeñas colinas de cúpula y drumlins. El paso del hielo glacial sobre el lecho de roca subyacente resultó en erosión asimétrica como resultado de la abrasión en el lado "stoss" (aguas arriba) de la roca y el arrancamiento en el lado "sala" (aguas abajo). Presenta junto con el vecino Lago Lac la Biche una corriente de hielo con su punto de menor altitud en el transecto norte del lago Missawawi creando una gradiente de aproximadamente 1.0 m/km.
El clima es hemiboreal .  La temperatura promedio 1 °C . El mes más caluroso es julio, el 17 °C, y el diciembre más frío, con −16 °C. 